# دولسيات
دَوْلَسِيَّات أو سحالي غريبة (الاسم العلمي: Xenosauridae)، فصيلة سحالي من بدغيات الشكل ممثلها الحي الوحيد هو جنس السحلية الغريبة، الذي يستوطن أمريكا الوسطى. وهناكأجناس أُخرى منقرضة، Restes، Exostinus، Xenostius.